# Saint-Symphorien-d'Ancelles
Saint-Symphorien-d'Ancelles é uma comuna francesa na região administrativa de Borgonha-Franco-Condado, no departamento Saône-et-Loire. Estende-se por uma área de 6,15 km². Em 2010 a comuna tinha 1 189 habitantes (densidade: 193,3 hab./km²).